# Панк
Панк (енгл. punk) је супкултура, алтернативна култура и култура младих заснована на међудејству културолошких елемената различитих од елемената популарне културе и осталих суб-култура. Панк поседује сопствену препознатљиву музику, идеологију, стил облачења, визуелни идентитет, игру, књижевност и филм. Панкери су углавном млади људи другачијег мишљења, којима је заједнички дух антиестаблишмента и непризнавање канона. Пошто је испливао на површину у Уједињеном Краљевству и Сједињеним Америчким Државама средином '70-их, панк се раширио по целом свету и претрпео буран развој. Панк чини спој одабраних, мањих супкултура, од којих свака истиче свој јединствени спој културолошких елемената панка. Неколико супкултура развиле су се од панка и добиле свој препознатљиви изглед (готик, гранџ и емо). Панк поседује јединствени однос са другим алтернативним културама и популарном културом у целини.

## Култура
С обзиром да је начињен од скупа више мањих, различитих супкултура (хардкор, Ои!, ска панк, анархо панк, поп панк, сурф панк, скејт панк, фан панк, хришћански панк, хорор панк и друге), панк култура се изражава на различите начине. Нису сви елементи панка део свих панкерских супкултура, али су за већину уобичајени.

### Музика
Панк рок музика је најважнији део панка. Већина панк музике спада у специфични стил рок музике, мада неки панк бендови користе и елементе других музичких праваца. Различити правци панка међусобно се разликују по стилу музике, али им је углавном заједничко то да су песме кратке и са једноставним аранжманима. Већина панк песама састоји се од четири акорда и ретко траје дуже од три минута, а многе од њих трају само 90 секунди. Типичан панк бенд укључује бубњеве, једну или две електричне гитаре, бас и вокал. Тешки бубњеви, предисторзиране гитаре са моћним акордима, певање кроз нос, вриштање или дубоки глас уз минималну продукцију чине типичну панк песму. Текстови песама углавном се баве незапосленошћу, досадом и осталим деловима сурове реалности урбаног живота, а стил им је искрен и често позива и на сукоб. Стихови многих панк песама садрже политичке ставове, отворено прозивају ауторитете .